# Dampierre-sur-Avre
 Dampierre-sur-Avre  es una población y comuna francesa, en la región de  Centro, departamento de Eure y Loir, en el distrito de Dreux y cantón de Brezolles.

## Demografía
| 336 | 275 | 248 | 320 | 532 | 611 |
| Para los censos de 1962 a 1999 la población legal corresponde a la población sin duplicidades (Fuente: INSEE [Consultar]) |     |     |     |     |     |